# جو یونگ ووک
جو یونگ ووک (انگلیسی: Jo Yeong-wook؛ زادهٔ ۱ ژانویهٔ ۱۹۶۲) یک آهنگ‌ساز اهل کره جنوبی است.

## فیلم‌شناسی
- منطقه حفاظت‌شده (۲۰۰۰)
- دشمن مردم (۲۰۰۲)
- اولدبوی (۲۰۰۳)
- من یک سایبورگ هستم، ولی مشکلی نیست (۲۰۰۶)
- شب روشن (۲۰۰۹)[۱]
- دستکش (۲۰۱۱)
- دنیای جدید (۲۰۱۳)
- قایم موشک (۲۰۱۳)
- تصمیم جدایی (۲۰۲۲)